# The Almighty Johnsons
The Almighty Johnsons ist eine neuseeländische Fantasy-Dramedy-Fernsehserie, von der 3 Staffeln ab dem Jahr 2011 gesendet wurden. Die Serie handelt von Axl Johnson, der an seinem 21. Geburtstag erfährt, dass er Mitglied einer Familie von wiedergeborenen nordischen Göttern ist.

## Handlung
Die Serie folgt dem Studenten Axl Johnson, der an seinem 21. Geburtstag herausfindet, dass er und seine Familienmitglieder Reinkarnationen nordischer Götter sind. Dabei besteht nur das Problem, dass sie ihre Superkräfte nicht richtig kontrollieren und einsetzen können. So liegt es an Axl (Reinkarnation von Odin), die Kräfte wiederherzustellen und so das Überleben der Familie zu garantieren, indem er die Reinkarnation von Odins Frau Frigg findet. Die Suche wird durch gegnerische Götter erschwert, die versuchen, Frigg vor den Johnsons zu finden und so die Wiederherstellung der Kontrolle über ihre Kräfte zu verhindern.
Darüber hinaus sind die Johnsons und deren Rivalen nicht die einzigen nordischen Gottheiten, die in Neuseeland im Exil leben.

## Besetzung
| Rollenname (Gott/Göttin) | Schauspieler/in      | Synchronsprecher/in |
| ------------------------ | -------------------- | ------------------- |
| Axl Johnson (Odin)       | Emmett Skilton       |                     |
| Mike Johnson (Uller)     | Tim Balme            |                     |
| Anders Johnson (Bragi)   | Dean O’Gorman        |                     |
| Ty Johnson (Hödur)       | Jared Turner         |                     |
| Gaia (ab 2x13 Idun)      | Keisha Castle-Hughes |                     |
| Valerie Johnson          | Roz Turnbull         |                     |
| Olaf Johnson (Balder)    | Ben Barrington       |                     |
| Zeb                      | Hayden Frost         |                     |
| Dawn                     | Fern Sutherland      |                     |
| Agnetha (Freya)          | Alison Bruce         |                     |
| Ingrid (Snotra)          | Rachel Nash          |                     |
| Michele (Sjöfn)          | Michelle Langstone   |                     |
| Stacey (Fulla)           | Eve Gordon           |                     |
| Colin Gundersen (Loki)   | Shane Cortese        |                     |
| Eva Gundersen (Hel)      | Brooke Williams      |                     |
| Helen (Idun)             | Sara Wiseman         |                     |

## Produktion und Ausstrahlung
Die Serie wurde konzipiert von Drehbuchautor James Griffin und Rachel Lang. Sie wurde seit 2010 von South Pacific Pictures für den neuseeländischen Sender TV3 produziert. In Neuseeland startete die Serie am 7. Februar 2011 auf TV3. Nach zehn ausgestrahlten Episoden wurde die erste Staffel am 11. April 2011 beendet. Eine zweite Staffel wurde im Juni 2011 beschlossen und von Oktober 2011 bis Februar 2012 produziert. Die Ausstrahlung der zweiten Staffel war zwischen dem 29. Februar und dem 23. Mai 2012 bei TV3 zu sehen. Nach anfänglichen Berichten über eine Absetzung Anfang September 2012, wurde mithilfe einer Finanzhilfe der staatlich getragenen neuseeländischen Medienförderung NZ on Air doch noch eine Verlängerung um eine dritte Staffel bewirkt. Die Ausstrahlung der dritten Staffel begann am 4. Juli 2013.
International wurde die Serie in Australien beim Sender Network Ten und in Großbritannien beim dortigen Syfy-Ableger ausgestrahlt.

## Episodenliste
| Nummer (gesamt) | Nummer (Episode) | Originaltitel                         | Deutscher Titel | Erstausstrahlung (TV3) | Deutschsprachige Erstausstrahlung | Regie        | Drehbuch                       |
| 01              | 1.01 (Pilot)     | It’s a Kind of a Birthday Present.    |                 | 7. Februar 2011        |                                   | Mark Beesley | James Griffin                  |
| 02              | 1.02             | This Is Where Duty Starts             |                 | 14. Februar 2011       |                                   | Mark Beesley | James Griffin                  |
| 03              | 1.03             | God’s Gift to Zebras                  |                 | 21. Februar 2011       |                                   | Murray Keane | James Griffin                  |
| 04              | 1.04             | You Gotta Love Life, Baby             |                 | 28. Februar 2011       |                                   | Murray Keane | Rachel Lang                    |
| 05              | 1.05             | This Is Not Washing Powder, My Friend |                 | 7. März 2011           |                                   | Mark Beesley | Maxine Fleming & James Griffin |
| 06              | 1.06             | Goddesses, Axl, Come In All Forms     |                 | 14. März 2011          |                                   | Mark Beesley | James Griffin                  |
| 07              | 1.07             | Bad Things Happen                     |                 | 21. März 2011          |                                   | Murray Keane | Tim Balme & James Griffin      |
| 08              | 1.08             | I Can Give You Frigg                  |                 | 28. März 2011          |                                   | Murray Keane | Rachel Lang                    |
| 09              | 1.09             | Hunting Reindeer on Slippery Rocks    |                 | 4. April 2011          |                                   | Mark Beesley | James Griffin                  |
| 10              | 1.10             | Every Good Quest Has a Sacrifice      |                 | 11. April 2011         |                                   | Mark Beesley | James Griffin                  |

| Nummer (gesamt) | Nummer (Staffel/Episode) | Originaltitel                 | Deutscher Titel | Erstausstrahlung (TV3) | Deutschsprachige Erstausstrahlung | Regie             | Drehbuch                                 |
| 11              | 2.01                     | And Then She Will Come to You |                 | 29. Februar 2012       |                                   | Simon Bennett     | James Griffin                            |
| 12              | 2.02                     | Frigg Magnet                  |                 | 7. März 2012           |                                   | Simon Bennett     | James Griffin                            |
| 13              | 2.03                     | Charlie Truman                |                 | 14. März 2012          |                                   | Murray Keane      | James Griffin                            |
| 14              | 2.04                     | Death’s Cleansing Embrace     |                 | 21. März 2012          |                                   | Murray Keane      | Ross Hastings & James Griffin            |
| 15              | 2.05                     | A Damn Fine Woman             |                 | 28. März 2012          |                                   | Charlie Haskell   | James Griffin                            |
| 16              | 2.06                     | Folkmoot                      |                 | 21. März 2012          |                                   | Charlie Haskell   | Tim Balme                                |
| 17              | 2.07                     | Effortless Manly Coolness     |                 | 11. April 2012         |                                   | Geoffrey Cawthorn | Fiona Samuel                             |
| 18              | 2.08                     | Man-Flu                       |                 | 18. April 2012         |                                   | Geoffrey Cawthorn | Ross Hastings & James Griffin            |
| 19              | 2.09                     | Everything Starts with Gaia   |                 | 25. April 2012         |                                   | Charlie Haskell   | Tiffany Zehnal & James Griffin           |
| 20              | 2.10                     | Magical Fluffy Bunny World    |                 | 2. Mai 2012            |                                   | Charlie Haskell   | James Griffin                            |
| 21              | 2.11                     | The House of Jerome           |                 | 9. Mai 2012            |                                   | Murray Keane      | Ross Hastings, Tim Balme & James Griffin |
| 22              | 2.12                     | You Call This the Real World? |                 | 16. Mai 2012           |                                   | Murray Keane      | James Griffin                            |
| 23              | 2.13                     | Does This Look Like Asgard?   |                 | 23. Mai 2012           |                                   | Murray Keane      | James Griffin                            |

| Nummer (gesamt) | Nummer (Staffel/Episode) | Originaltitel                      | Deutscher Titel | Erstausstrahlung (TV3) | Deutschsprachige Erstausstrahlung | Regie             | Drehbuch                        |
| 24              | 3.01                     | An Orchard of Trees                |                 | 4. Juli 2013           |                                   | Murray Keane      | James Griffin                   |
| 25              | 3.02                     | This Thing Inside                  |                 | 11. Juli 2013          |                                   | Murray Keane      | James Griffin                   |
| 26              | 3.03                     | Bergerbar                          |                 | 18. Juli 2013          |                                   | Geoffrey Cawthorn | Tim Balme                       |
| 27              | 3.04                     | Like the Berserkers of Old         |                 | 25. Juli 2013          |                                   | Geoffrey Cawthorn | Natalie Medlock & James Griffin |
| 28              | 3.05                     | Unleash the Kraken!                |                 | 1. August 2013         |                                   | Mike Smith        | Nick Ward & James Griffin       |
| 29              | 3.06                     | And Then on to Norsewood           |                 | 8. August 2013         |                                   | Mike Smith        | Ross Hastings                   |
| 30              | 3.07                     | Typical Auckland God               |                 | 15. August 2013        |                                   | Michael Hurst     | James Griffin                   |
| 31              | 3.08                     | The Asparagus is Kicking In        |                 | 22. August 2013        |                                   | Michael Hurst     | Tim Balme                       |
| 32              | 3.09                     | Mike in the Mirror                 |                 | 29. August 2013        |                                   | Geoffrey Cawthorn | Michael Bennett & James Griffin |
| 33              | 3.10                     | Playing God                        |                 | 5. September 2013      |                                   | Geoffrey Cawthorn | Natalie Medlock & James Griffin |
| 34              | 3.11                     | A Bit Like Buses Really            |                 | 12. September 2013     |                                   | Murray Keane      | Ross Hastings & James Griffin   |
| 35              | 3.12                     | Late to the Point of Knowledge     |                 | 19. September 2013     |                                   | Murray Keane      | James Griffin                   |
| 36              | 3.13                     | The End of the World as We Know It |                 | 26. September 2013     |                                   |                   |                                 |

## DVD-Veröffentlichung
Die DVD zur ersten Staffel wurde in Neuseeland am 18. Mai 2011 veröffentlicht.